# Chaetodon larvatus
Chaetodon larvatus là một loài cá biển thuộc chi Cá bướm (phân chi Gonochaetodon) trong họ Cá bướm. Loài này được mô tả lần đầu tiên vào năm 1831.

## Từ nguyên
Tính từ định danh larvatus trong tiếng Latinh mang nghĩa là "mang mặt nạ", hàm ý đề cập đến vùng đầu có màu đỏ nâu, tương phản với màu xanh xám của thân ở loài cá này.

## Phạm vi phân bố và môi trường sống
Từ Biển Đỏ, C. larvatus được phân bố trải dài xuống vịnh Aden, qua phía đông dọc theo bờ nam bán đảo Ả Rập (bờ biển Yemen và Oman). Thông qua kênh đào Suez, C. larvatus đã đến được Địa Trung Hải, khi một cá thể được phát hiện tại vịnh Haifa (Israel).
C. larvatus sống tập trung ở những khu vực mà san hô Acropora phát triển phong phú trên các rạn viền bờ, được tìm thấy ở độ sâu đến ít nhất là 20 m.

## Mô tả
C. larvatus có chiều dài cơ thể lớn nhất được ghi nhận là 12 cm. Loài này có màu xanh lam xám với những sọc vàng hình chữ V ở hai bên thân. Phần cuối của vây lưng cũng như toàn bộ cuống và vây đuôi có màu đen; vệt đen trên thân sau được viền vàng ở rìa trước. Phần đầu có màu đỏ nâu tương phản với thân. Đỉnh đầu có một đốm đen. Vây lưng và vây hậu môn cùng rìa sau vây đuôi có viền xanh óng. Vây bụng màu trắng. Vây ngực trong suốt.
Số gai ở vây lưng: 11–12; Số tia vây ở vây lưng: 24–27; Số gai ở vây hậu môn: 3; Số tia vây ở vây hậu môn: 21–22; Số gai ở vây bụng: 1; Số tia vây ở vây bụng: 5.

## Sinh thái học
C. larvatus là loài ăn san hô chuyên biệt, đặc biệt ưa thích san hô Acropora. Nếu lãnh thổ bị các loài cá bướm khác xâm phạm, C. larvatus tỏ ra hung hăng và đuổi theo chúng.
C. larvatus thường kết đôi với nhau, cũng có thể sống đơn độc. Tuổi thọ lớn nhất được biết đến ở C. larvatus là 14 năm tuổi.

## Phân loại học
Phân chi Gonochaetodon đặc trưng bởi các loài có hình dạng cơ thể hình tam giác với sọc chữ V màu vàng ở hai bên thân. C. larvatus dễ dàng phân biệt với Chaetodon triangulum và Chaetodon baronessa bởi phần đầu màu cam.

## Lai tạp
Cá thể mang kiểu hình trung gian giữa C. larvatus với Chaetodon triangulum đã được bắt gặp ở khu vực mà cả hai loài có phân bố chồng lấn (vịnh Aden).

## Thương mại
C. larvatus ít khi được thu thập trong ngành kinh doanh cá cảnh do chế độ ăn đặc biệt của chúng.